# Karel Kratochvíle
Karel Kratochvíle (* 27. dubna 1958 Písek) je český politik, v letech 2014 až 2020 senátor za obvod č. 12 – Strakonice, v letech 2004 až 2010 poslanec Poslanecké sněmovny PČR, v letech 1998 až 2006 a opět v letech 2010 až 2014 zastupitel, v letech 2010 až 2014 také radní města Písek, člen ČSSD.

## Biografie
Vystudoval VŠ zemědělskou. Pracoval jako zootechnik. Působil na postu viceprezidenta Asociace svazu chovatelů koní. V letech 2012 až 2022 byl ředitelem Zemského hřebčince v Písku.
Ve volbách v roce 2002 kandidoval do Poslanecké sněmovny za ČSSD (volební obvod Jihočeský kraj). Nebyl zvolen, ale do Sněmovny usedl dodatečně v srpnu 2004 jako náhradník poté, co na mandát rezignoval poslanec Vladimír Špidla. Byl členem sněmovního Výboru pro vědu, vzdělání, kulturu, mládež a tělovýchovu a od roku 2005 i členem Zemědělského výboru. Poslanecký mandát obhájil ve volbách v roce 2006. Byl členem Zemědělského výboru, v letech 2009–2010 jeho místopředsedou. Ve Sněmovně setrval do voleb v roce 2010. V roce 2006 ho Mladá fronta DNES uvedla jako jednoho z nejméně aktivních poslanců. V končícím funkčním období podle údajů deníku ani jednou ve Sněmovně nepromluvil v rozpravě. Kratochvíle to popřel a uvedl, že vystoupil minimálně dvakrát.
V komunálních volbách roku 1998, komunálních volbách roku 2002 a komunálních volbách roku 2010 byl zvolen do Zastupitelstva města Písek za ČSSD. Profesně se k roku 1998 uvádí jako zootechnik, k roku 2002 coby tajemník ACHK v ČR, roku 2006 jako poslanec a v roce 2010 se zmiňuje coby referent Zemědělské agentury Ministerstva zemědělství v Písku. V komunálních volbách roku 2014 obhájil za ČSSD post zastupitele města Písku, krátce na to ale na něj rezignoval.
Ve volbách do Senátu PČR v roce 2014 kandidoval za ČSSD v obvodu č. 12 – Strakonice. Se ziskem 16,38 % hlasů skončil v prvním kole na 2. místě, a postoupil tak do druhého kola. V něm nakonec poměrem hlasů 51,25 % : 48,74 % porazil kandidáta TOP 09 a STAN Martina Gregoru a stal se senátorem.
V komunálních volbách v roce 2018 kandidoval do zastupitelstva Písku z 24. místa kandidátky ČSSD, ale neuspěl. Ve volbách do Senátu PČR v roce 2020 obhajoval za ČSSD mandát senátora v obvodu č. 12 – Strakonice. Se ziskem 8,97 % skončil na 5. místě a nepostoupil ani do druhého kola. Mandát senátora tak neobhájil.
V komunálních volbách v roce 2022 kandidoval do zastupitelstva Písku z 8. místa kandidátky subjektu „Hlas Písku“ (tj. ČSSD a nezávislí kandidáti), ale nebyl zvolen.
Je ženatý, má dva syny.